# Список умерших в 1970 году
В этой статье представлен список известных людей, умерших в 1970 году.
- См. также: Категория:Умершие в 1970 году

## Январь
- 2 января — Борис Башилов — русский публицист и исторический писатель.
- 2 января — Пётр Рытель (85) — польский композитор, музыкальный критик и педагог.
- 4 января — Андрей Жуков (69) — Герой Советского Союза.
- 4 января — Илья Лета (62) — полковник артиллерии, Герой Советского Союза.
- 5 января — Макс Борн (87) — немецкий физик-теоретик и математик, один из создателей квантовой механики.
- 7 января — Даниил Маковский (70) — советский историк, краевед, педагог.
- 7 января — Аллен Уилки (91) — британский и австралийский актёр, театральный деятель.
- 10 января — Меер Аксельрод (67) — советский художник, известный работами, изображающих сюжеты из жизни евреев в Российской империи и СССР.
- 10 января — Павел Беляев (44) — лётчик-космонавт СССР, Герой Советского Союза; перитонит.
- 10 января — Сергей Старовойтов (65) — полный кавалер ордена Славы.
- 11 января — Владимир Бабичев — Герой Советского Союза.
- 12 января — Михаил Сахненко (50) — Герой Советского Союза.
- 15 января — Джон Гэйдж (англ. John B. Gage) (род. 1887), мэр Канзас-Сити (штат Миссури, США) в течение трёх сроков.
- 15 января — Леа Гольдберг (58) — израильская поэтесса, литературовед, переводчик, критик. Лауреат Государственной премии Израиля.
- 15 января — Алексей Кашинцев — Герой Советского Союза.
- 15 января — Николай Коваль (65) — советский политический деятель, 1-й секретарь ЦК КП(б) Молдавии (1946—1950).
- 15 января — Луис Фишер (73) — американский журналист.
- 19 января — Альдо Бенедетти (77) — итальянский драматург и киносценарист.
- 19 января — Зеев Рабан (79) — израильский художник, график, скульптор и промышленный дизайнер. Один из основоположников израильского изробразительного искусства.
- 20 января — Владимир Иванчиков — Герой Социалистического Труда.
- 22 января — Иван Михайленко (68) — гвардии лейтенант, Герой Советского Союза.
- 25 января — Гавриил Диденко (61) — Герой Советского Союза.
- 27 января — Мариетта Блау (75) — австрийский физик.
- 27 января — Эрих Хеккель (86) — выдающийся немецкий художник-экспрессионист.
- 29 января — Виктор Болховитинов (71) — советский авиаконструктор.
- 29 января — Арье Бен-Элиэзер (56) — израильский политик, депутат кнессета первых семи созывов, сионист-ревизионист.
- 29 января — Борис Пышкин (76) — советский украинский гидротехник, гидролог.
- 31 января — Михаил Миль (60) — советский конструктор вертолётов и учёный, доктор технических наук (1945), Герой Социалистического Труда (1966).
- 31 января — Пётр Ратов (72) — советский военный, разведчик, генерал-майор.
- 31 января — Александр Розка (54) — подполковник артиллерии, Герой Советского Союза.

## Февраль
- 2 февраля — Иван Бураковский (70) — советский военачальник, генерал-майор.
- 2 февраля — Иоганнес Семпер (77) — эстонский и советский поэт, писатель и политический деятель.
- 3 февраля — Итало Гарибольди (90) — итальянский военный деятель.
- 3 февраля — Григорий Хмара (83) — русский, немецкий, французский актёр.
- 4 февраля — Мингас Хайрутдинов (64) — Герой Советского Союза.
- 6 февраля — Всеволод Лаптев (60) — Герой Советского Союза.
- 7 февраля — Людвик Боцяньский (77) — польский военный и политический деятель.
- 7 февраля — Борис Усков (68) — анатом, один из специалистов, следивших за состоянием тела В.И. Ленина.
- 8 февраля — Лев Раков (65) — советский историк, музейный работник, литератор, мемуарист.
- 9 февраля — Иван Ульянов (61) — Полный кавалер ордена Славы.
- 11 февраля — Трофим Дорошенко — Герой Советского Союза.
- 11 февраля — Михаил Филин (47) — Герой Советского Союза.
- 12 февраля — Александр (Новицкий) (63) — архиерей Украинской православной церкви в США.
- 12 февраля — Гай Эндор — американский писатель и сценарист.
- 14 февраля — Владимир Курдюмов (74) — советский военачальник, генерал-лейтенант.
- 14 февраля — Пётр Сысоев (48) — Герой Советского Союза.
- 17 февраля — Шмуэль Агнон (82) — израильский писатель, лауреат Нобелевской премии по литературе 1966 года.
- 17 февраля — Андрей Малышко (57) — украинский советский поэт.
- 17 февраля — Мир Якубов (65) — советский и азербайджанский партийный и государственный деятель, генерал-лейтенант.
- 19 февраля — Иосиф Посельский (70) — советский режиссёр документального кино.
- 21 февраля — Пётр Меньшиков (70) — участник Гражданской и Великой Отечественной войн, Герой Советского Союза.
- 23 февраля — Михаил Борисов (70) — майор Рабоче-крестьянской Красной Армии, участник Гражданской и Великой Отечественной войн, Герой Советского Союза.
- 23 февраля — Виктор Лоскутов (46) — Герой Советского Союза.
- 23 февраля — Василий Тимощук (62) — активный участник партизанской борьбы на Украине, командир партизанского отряда.
- 24 февраля — Чарльз Остин Гарднер (74) — австралийский ботаник английского происхождения.
- 25 февраля — Иван Ермаченко (75) — белорусский дипломат, военный и политический деятель.
- 25 февраля — Корнелий Зелинский (74) — советский литературовед, литературный критик.
- 25 февраля — Марк Ротко (66) — американский художник, ведущий представитель абстрактного экспрессионизма, один из создателей живописи цветового поля.
- 26 февраля — Сергей Ельцин (72) — советский дирижёр и педагог, Народный артист РСФСР (1954).
- 27 февраля — Брюс Локхарт (82) — британский дипломат, тайный агент, журналист, писатель.
- 27 февраля — Евгений Мурзин (55) —  советский инженер, изобретатель одного из первых в мире фото-оптических синтезаторов — «АНС».

## Март
- 1 марта — Владимир Билль-Белоцерковский (85) — русский советский писатель, драматург.
- 3 марта — Фёдор Дубровский (69) — Герой Советского Союза.
- 5 марта — Рейхан Топчибашева (64) — азербайджанский советский художник.
- 5 марта — Валентин Цельмер (66) — советский художник и иллюстратор.
- 7 марта — Николай Белкин (53) — Полный кавалер ордена Славы.
- 11 марта — Дмитрий Бартновский (67) — советский военачальник, генерал-лейтенант авиации.
- 11 марта — Исайя Браудо (73) — российский органист.
- 11 марта — Эрл Стэнли Гарднер (80) — американский писатель, классик детективного жанра.
- 12 марта — Леонид Тюрин (55) — Герой Советского Союза.
- 13 марта — Константин Лисицын (46) — Герой Советского Союза.
- 15 марта — Александр Бондовский (73) — участник Великой Отечественной войны, генерал-майор, находившийся в плену.
- 16 марта — Артюр Адамов (61) — французский прозаик и драматург.
- 16 марта — Дмитрий Иванов (55) — Герой Советского Союза.
- 17 марта — Гюнтер Ден (87) — немецкий протестантский пастор, профессор прикладного богословия.
- 17 марта — Тарас Доценко (62) — майор, Герой Советского Союза.
- 17 марта — Ташмухамед Кары-Ниязов — советский узбекский математик и историк науки, академик.
- 18 марта — Лев Пульвер (86) — российский композитор и музыкант.
- 20 марта — Иван Усик (51) — Герой Советского Союза.
- 21 марта — Марлен Хаусхофер (49) — австрийская писательница; рак кости.
- 22 марта — Василий Золотарёв (56) — советский хозяйственный, государственный и политический деятель, Герой Социалистического Труда.
- 23 марта — Яша Спиваковский (73) — австралийский пианист российского происхождения.
- 28 марта — Натан Альтерман (59) — израильский поэт, драматург, журналист и переводчик.
- 28 марта — Владимир Бобров (54) — полковник авиации, Герой Советского Союза.
- 29 марта — Лев Кулешов (71) — советский кинорежиссёр, теоретик кино, Народный артист РСФСР.
- 29 марта — Анна Луиза Стронг (84) — американская просоветская журналистка, основательница единственной советской англоязычной газеты «The Moscow News».
- 30 марта — Леонид Овсянников (89) — русский советский художник-график и педагог, профессор ЛИЖСА имени И.Репина.
- 30 марта — Перч Саркисян (48) — режиссёр-мультипликатор, художник-постановщик, художник-график.
- 31 марта — Семён Тимошенко (75) — Маршал Советского Союза, дважды Герой Советского Союза.
- 31 марта — Алексей Фёдоров (57) — Герой Советского Союза.

## Апрель
- 1 апреля — Виктор Визжилин (68) — советский военачальник.
- 1 апреля — Полина Жемчужина (73) — советский партийный и государственный деятель. Жена Вячеслава Михайловича Молотова, народный комиссар рыбной промышленности СССР (1939)
- 1 апреля — Иван Красноюрченко (59) — Герой Советского Союза.
- 1 апреля — Олег Малов (54) — Герой Советского Союза.
- 1 апреля — Пётр Швыряев (44) — Полный кавалер ордена Славы.
- 2 апреля — Арсений Караваев (67) — советский политический деятель, председатель Верховного Совета Удмуртской АССР (1952).
- 2 апреля — Николай Смирнов (56) — Герой Советского Союза.
- 5 апреля — Рихард Бергман (50) — австрийский и английский игрок в настольный теннис.
- 5 апреля — Юозас Сипарис (76) — советский и литовский актёр и театральный педагог.
- 6 апреля — Иван Блинов (58) — Герой Советского Союза.
- 6 апреля — Ананий Зайончковский (66) — польский учёный, востоковед, академик Польской АН (1952), профессор Варшавского университета (с 1935).
- 6 апреля — Эдуард Рейзин (79) — преподаватель-биолог.
- 10 апреля — Михаил Стахурский (67) — советский партийный деятель.
- 12 апреля — Всеволод Бессонов (37) — Герой Советского Союза.
- 12 апреля — Алоиз Вотава (73) — австрийский шахматный композитор.
- 15 апреля — Фридрих Гшвайдль (68) — австрийский футболист и футбольный тренер.
- 15 апреля — Алексей Егоров (55) — Герой Советского Союза.
- 17 апреля — Павел Луспекаев (42) — советский актёр, Заслуженный артист РСФСР (1965).
- 17 апреля — Алексий I (92) — епископ Русской Православной Церкви, Патриарх Московский и всея Руси c 4 февраля 1945 года.
- 19 апреля — Я Руская (68) — танцовщица, хореограф.
- 20 апреля — Пауль Целан — немецкоязычный поэт и переводчик.
- 20 апреля — Николай Шарлемань (83) — украинский биолог, профессор прикладной зоологии.
- 21 апреля — Капан Мусин (49) — казахский советский композитор и дирижёр, музыкальный педагог. Заслуженный деятель искусств Казахской ССР.
- 22 апреля — Степан Саввин (66) — якутский советский поэт-сатирик, переводчик, редактор.
- 23 апреля — Михаил Андреев (61) — Полный кавалер ордена Славы.
- 25 апреля — Екатерина Савинова (43) — советская актриса, известная по роли Фроси Бурлаковой в фильме «Приходите завтра»; самоубийство.
- 28 апреля — Лев Инденбом (66) — российский деятель кинематографа, организатор кинопроизводства, кинорежиссёр, директор творческого объединения.
- 29 апреля — Иван Бакаров (56) — Полные кавалеры ордена Славы.
- 30 апреля — Марк Наглый — Герой Социалистического Труда.
- 30 апреля — Владимир Полетаев (18) — русский поэт и переводчик.
- 30 апреля — Ингер Стивенс (35) — американская актриса; самоубийство (смертельная доза снотворного).

## Май
- 4 мая — Касьян Голейзовский (78) — советский балетмейстер.
- 5 мая — Павел Богатов (56) — Герой Советского Союза.
- 5 мая — Вальтер Керстинг (80) — немецкий архитектор и дизайнер.
- 6 мая — Александр Горчилин (44) — Герой Советского Союза.
- 6 мая — Александр Родзянко (90) — один из руководителей Белого движения на Северо-Западе России, с июня по октябрь 1919 года командующий Северо-Западной армией.
- 6 мая — Тихон Сёмушкин (69) — русский советский писатель. Лауреат Сталинской премии второй степени.
- 7 мая — Павел Габышев (68) — советский медицинский работник (подполковник медицинской службы) и государственный деятель.
- 9 мая — Идрис Кудашев (55) — Герой Советского Союза.
- 10 мая — Владимир Казановский (61) — советский военачальник. Генерал-майор береговой службы.
- 12 мая — Николай Цыганов (61) — Герой Советского Союза.
- 13 мая — Абдирахим Еламанов (53) — советский казахский учёный, доктор сельскохозяйственных наук.
- 13 мая — Михаил Мещеряков (73) — Герой Советского Союза.
- 19 мая — Тадеуш Бреза (64) — польский писатель.
- 19 мая — Илья Нусинов (50) — русский драматург, киносценарист.
- 20 мая — Пётр Гончаров — композитор и хормейстер Государственной заслуженной академической капеллы Украины «Думка».
- 20 мая — Михаил Запорожченко (76) — советский военный деятель, генерал-лейтенант.
- 20 мая — Яков Михеенко (65) — советский военачальник, полковник.
- 23 мая — Михаил Васильев (61) — полный кавалер ордена Славы.
- 24 мая — Василий Сергеев (48) — Герой Советского Союза.
- 25 мая — Михаил Лукин (77) — советский военачальник, Герой Российской Федерации (1993, посмертно). Генерал-лейтенант (1940).
- 26 мая — Василий Миронов (61) — передовик советского сельского хозяйства, заведующий фермой колхоза имени Сталина Луховицкого района Московской области, Герой Социалистического Труда.
- 26 мая — Андрей Сбитнев (59) — Герой Советского Союза.
- 27 мая — Василий Алексеев (77) — советский политический деятель, ответственный секретарь Чувашского областного комитета РКП(б) — ВКП(б) (1922—1926).
- 28 мая — Василий Батяев (59) — Герой Советского Союза.
- 31 мая — Александр Винокуров (48) — Герой Советского Союза.

## Июнь
- 1 июня — Пётр Репнин (75) — советский актёр театра и кино.
- 2 июня — Валерия Герасимова (67) — русский советский писатель, первая жена Александра Фадеева.
- 2 июня — Роберт Джошуа (63) — австралийский политик-лейборист, депутат палаты представителей, активный антикоммунист. Один из основателей и федеральный президент Демократической лейбористской партии.
- 2 июня — Брюс Макларен (32) — новозеландский автогонщик, пилот Формулы-1, основатель автогоночной команды «Макларен».
- 2 июня — Давид Франк-Каменецкий (59) — советский физик-теоретик, доктор физико-математических наук, профессор.
- 3 июня — Ялмар Шахт (93) — германский государственный и финансовый деятель.
- 4 июня — Александр Гришин (49) — участник Великой Отечественной войны, Герой Советского Союза.
- 6 июня — Николай Казаков (70) — советский политический деятель, министр тяжёлого машиностроения СССР (1954—1955).
- 7 июня — Борис Утевский (82) — выдающийся советский юрист, специалист в области уголовного права.
- 7 июня — Э. М. Форстер (91) — английский романист и эссеист.
- 10 июня — Владимир Вашкевич (70) — советский военачальник, генерал-полковник.
- 11 июня — Александр Керенский (89) — видный российский политический и общественный деятель, министр, затем министр-председатель Временного правительства (1917).
- 13 июня — Николай Кузьменко (55) — генерал-майор Советской Армии, участник Великой Отечественной войны, Герой Советского Союза.
- 13 июня — Оксана Лятуринская (68) — украинская художница, скульптор, писательница, поэтесса и общественный деятель.
- 16 июня — Хейно Эллер (83) — эстонский и советский композитор, скрипач и педагог.
- 17 июня — Константин Константиновский (49) — театральный деятель, цирковой артист, дрессировщик хищников, майор МГБ СССР.
- 21 июня — Лев Кассиль (64) — советский писатель, член-корреспондент Академии педагогических наук СССР (1965).
- 21 июня — Сукарно (69) — первый президент Индонезии (1945—1967).
- 21 июня — Максим Денисов (56) — участник Великой Отечественной войны, Герой Советского Союза.
- 22 июня — Грета Визенталь (84) — австрийская балерина, актриса, хореограф и педагог.
- 22 июня — Владимир Гванцеладзе (51) — участник Великой Отечественной войны, Герой Советского Союза.
- 22 июня — Константин Персидский (67) — учёный-математик, доктор физико-математических наук.
- 26 июня — Михаил Шемякин (61) — советский учёный в области органической и биоорганической химии, крупнейший специалист по химии природных соединений.
- 30 июня — Владимир Субботин (53) — участник Великой Отечественной войны, Герой Советского Союза.

## Июль
- 1 июля — Александр Мозолёв (60) — белорусский советский живописец, график и педагог.
- 3 июля — Михаил Сумароков-Эльстон (77) — российский теннисист, участник Летней олимпиады 1912 года в Стокгольме в составе российской сборной, 8-кратный чемпион России по теннису.
- 4 июля — Мурат Паранук (58) — адыгейский (советский) поэт, автор первой адыгейской поэмы.
- 5 июля — Василий Ваврик (71) — писатель, поэт, литературовед, историк, исследователь фольклора.
- 6 июля — Иван Башманов (47) — капитан Рабоче-крестьянской Красной Армии, участник Великой Отечественной войны, Герой Советского Союза.
- 7 июля — Евгений Середкин (47) — участник Великой Отечественной войны, Герой Советского Союза.
- 8 июля — Курман Дияров (59) — советский государственный и партийный деятель, министр животноводства Казахской ССР (1946—1947).
- 9 июля — Иван Руднев (60) — украинский врач-педиатр.
- 10 июля — Павел Волков (73) — советский актёр, заслуженный артист РСФСР.
- 10 июля — Феликс Гайяр (50) — премьер-министр Франции с 6 ноября 1957 по 13 мая 1958, деятель Радикальной партии, её лидер в 1958—1961.
- 10 июля — Фёдор Игнаткин — участник Великой Отечественной войны, Герой Советского Союза.
- 10 июля — Николай Суроушкин (50) — Полный кавалер Ордена Славы.
- 10 июля — Корнелиу Теодорини (82) — румынский военный деятель. Дивизионный генерал.
- 12 июля — Луис Гильберт (83) — американский композитор.
- 12 июля — Георгий Терновский (55) — Герой Советского Союза.
- 13 июля — Лесли Гровс (73) — военный руководитель программы по созданию ядерного оружия (Манхэттенский проект).
- 13 июля — Анатолий Ерёменко (64) — советский государственный и партийный деятель, министр местной промышленности Украинской ССР (1966—1970).
- 15 июля — Эрик Берн (60) — американский психолог и психиатр, автор книг «Люди, которые играют в игры. Психология человеческой судьбы», «Игры, в которые играют люди. Психология человеческих взаимоотношений».
- 15 июля — Алексей Шарков (62) — Герой Советского Союза.
- 15 июля — Гюллер Эфендиева — азербайджанская ковроткачиха.
- 16 июля — Хаим Шапира (68) — израильский политический и государственный деятель.
- 17 июля — Семен Бахтин (50) — Герой Советского Союза.
- 18 июля — Елена Булгакова (76) — третья и последняя жена русского советского писателя и драматурга Михаила Афанасьевича Булгакова.
- 20 июля — Василий Ботылёв (50) — Герой Советского Союза.
- 20 июля — Мария Марцун (76) — новатор колхозного производства, звеньевая колхоза «Украина» Дзержинского (Романовского) района Житомирской области УССР.
- 21 июля — Михаил Герасимов (62) — антрополог, археолог и скульптор, доктор исторических наук.
- 21 июля — Александр Усольцев-Гарф (69) — советский актёр, режиссёр и сценарист, участник ВОВ и Гражданской войны в РСФСР.
- 22 июля — Фриц Кортнер (78) — австрийский и немецкий актёр.
- 22 июля — Евгений Шилов (76) — русский и украинский советский учëный, специалист в области органической химии, профессор, доктор химических наук, член-корреспондент АН УССР.
- 25 июля — Теодор Спаде (79) — командующий латвийскими ВМС.
- 26 июля — Виктор Баранов (69) — советский военачальник, генерал-лейтенант, Герой Советского Союза.
- 26 июля — Ахметзаки Валидов (32) — советский государственный и партийный деятель, председатель Временного Башкирского военно-революционного комитета (1920).
- 27 июля — Антониу ди Салазар (81) — диктатор Португалии в 1932—1968.
- 27 июля — Лучкин Леонид Борисович (32) — поэт-песенник
- 28 июля — Леонид Дудин (53) — майор Советской Армии, участник Великой Отечественной войны, Герой Советского Союза.
- 28 июля — Анатолий Ерошин (52) — писатель и журналист.
- 30 июля — Юрий Быков (54) — Герой Социалистического Труда.

## Август
- 2 августа — Матвей Зотов (55) — Герой Советского Союза.
- 3 августа — Пётр Соломин (46) — советский учёный в области механики.
- 5 августа — Михаил Вощинский (52) — советский военачальник, генерал-лейтенант танковых войск.
- 5 августа — Пётр Поветкин (64) — Герой Советского Союза.
- 5 августа — Андрей Сухоруков (51) — Герой Советского Союза.
- 5 августа — Аугуст Фельдман (71) — эстонский советский военачальник, полковник.
- 6 августа — Иван Трусов (58) — Герой Советского Союза.
- 7 августа — Лидия Бабич (72) — румынская и молдавская оперная певица.
- 7 августа — Евгений Гершуни (71) — советский деятель цирка и эстрады, режиссёр и критик.
- 7 августа — Георгий Квинитадзе (95) — генерал-майор, главнокомандующий грузинской армией во время Гражданской войны.
- 7 августа — Пётр Коньков (61) — Герой Советского Союза.
- 7 августа — Элиэзер Штейнман — еврейский писатель и эссеист.
- 10 августа — Дэн Митрионе (50) — американский полицейский, агент ФБР, сотрудник ЦРУ в Латинской Америке.
- 10 августа — Николай Эрдман (69) — советский драматург, поэт, сценарист, политзаключенный.
- 11 августа — Иван Орлов (70) — Герой Советского Союза.
- 13 августа — Павел Парамонов (44) — Герой Советского Союза.
- 13 августа — Геннадий Шляпин (58) — Герой Советского Союза.
- 14 августа — Вано Мурадели (62) — советский композитор. Народный артист СССР.
- 15 августа — Виктор Новожилов (77) — советский экономист.
- 20 августа — Василий Кириленко (50) — Герой Советского Союза.
- 22 августа — Владимир Пропп (75) — выдающийся русский советский фольклорист, один из основоположников современной теории текста.
- 24 августа — Николай Канделаки (81) — советский скульптор.
- 25 августа — Василий Митрофанов (71) — Герой Советского Союза.
- 27 августа — Сергей Виноградов (32) — советский дипломат, чрезвычайный и полномочный посол СССР в Объединённой Арабской Республике (1967—1970).
- 27 августа — Георгий Носов (59) — советский композитор.
- 27 августа — Юрий Шматков (48) — советский инженер-технолог в системе атомной промышленности.
- 27 августа — Андрей Щегляев (67) — советский инженер, механик и учёный-теплоэнергетик, член-корреспондент АН СССР.
- 28 августа — Тео Сарапо (34) — французский певец и актёр греческого происхождения, второй и последний муж Эдит Пиаф; автокатастрофа.
- 29 августа — Иван Куренков (52) — Герой Советского Союза.
- 30 августа — Авраам Запрудер (65) — известный американский бизнесмен, производитель женской одежды, снявший короткометражный документальный любительский фильм про убийство президента США Джона Ф. Кеннеди.
- 30 августа — Колин Синклер (80) — австралийский боксёр. Участник летних Олимпийских игр 1924 года.

## Сентябрь
- 1 сентября — Айно Куусинен (84) — финская коммунистка.
- 1 сентября — Франсуа Мориак (84) — французский писатель, член Французской академии (1933), лауреат Нобелевской премии в области литературы (1952).
- 2 сентября — Лаймдонис Грасманис (54) — латышский сценограф, живописец, художник-постановщик Рижской киностудии.
- 2 сентября — Иван Карпенко (53) — Герой Советского Союза.
- 2 сентября — Василий Сухомлинский (51) — педагог, член-корреспондент Академии педагогических наук СССР (1968), кандидат педагогических наук (1955), заслуженный учитель школы Украинской ССР (1958), Герой Социалистического Труда (1968).
- 3 сентября — Элэн Уилсон (27) — американский гитарист, композитор, основавший вместе с Бобом Хайтом блюз-роковую группу «Canned Heat».
- 4 сентября — Сергей Вершинин (74) — деятель ВЧК — ОГПУ — НКВД, начальник Управления по делам репатриации военнопленных и граждан Объединённых Наций Советской военной администрации в Германии (1945—1947), генерал-майор.
- 4 сентября — Николай Новиков (69) — Герой Советского Союза.
- 5 сентября — Патрисио Аргуэльо (27) — никарагуанский революционер-интернационалист, участник первого политического захвата самолёта с целью привлечения внимания к проблеме Палестины; убит в самолёте Эль-Аль в небе над Францией.
- 5 сентября — Йохен Риндт (28) — австрийский автогонщик, чемпион мира по автогонкам в классе «Формула-1»; погиб.
- 6 сентября — Степан Аверьянов (61) — Герой Советского Союза.
- 6 сентября — Павел Гончаров — советский деятель военной медицины и учёный-патологофизиолог.
- 6 сентября — Антонина Ерёменко — работница сельского хозяйства, звеньевая, Герой Социалистического Труда.
- 7 сентября:
  - Ицхак Гринбойм (90) — один из лидеров сионистского движения Польши, писатель, первый Министр Внутренних Дел Израиля;
  - Дональд Макмиллан (95), американский полярный исследователь и этнограф.
- 8 сентября — Эйнех Акерман (68) — еврейский поэт и журналист.
- 9 сентября — Конон Молодый (48) — кадровый советский разведчик-нелегал времён холодной войны.
- 9 сентября — Андрей Стеба (66) — участник Великой Отечественной войны, Герой Советского Союза.
- 10 сентября — Савва Крыжановский (56) — младший лейтенант Рабоче-крестьянской Красной, участник Великой Отечественной войны, Герой Советского Союза.
- 11 сентября — Честер Моррис (69) — американский киноактёр.
- 11 сентября — Владимир Васильев (49) — советский актёр театра и кино.
- 13 сентября — Арье Баир (64) — израильский политический деятель.
- 13 сентября — Сергей Николаев (73) — участник Великой Отечественной войны, Герой Советского Союза.
- 15 сентября — Михаил Борисов (68) — советский военачальник, генерал-майор.
- 15 сентября — Юлиан Оксман — литературовед.
- 15 сентября — Пётр Щедров (58) — участник Великой Отечественной войны, Герой Советского Союза.
- 17 сентября — Антон Билимович — русский математик.
- 18 сентября — Иван Колышкин (68) — участник Великой Отечественной войны, Герой Советского Союза.
- 18 сентября — Джими Хендрикс (27) — американский гитарист, рок-музыкант, один из величайших гитаристов мира; захлебнулся рвотными массами вследствие передозировки снотворного.
- 19 сентября — Ефим Рыклис (65) — советский военнослужащий, участник Великой Отечественной войны, полковник.
- 21 сентября — Анатолий Лосев (63) — участник Великой Отечественной войны, Герой Советского Союза.
- 23 сентября — Бурвиль (наст. имя Андре́ Робе́р Рембу́р, 53) — французский актёр и эстрадный певец.
- 23 сентября — Леонид Городецкий (65) — советский военачальник, полковник.
- 23 сентября — Роман Либерман (63) — советский военачальник, полковник.
- 23 сентября — Сабит Рахман (60) — азербайджанский советский писатель, драматург и сценарист, заслуженный деятель искусств Азербайджанской ССР.
- 23 сентября — Михаил Савельев (74) — советский военачальник, Герой Советского Союза.
- 24 сентября — Иоанн (Стрельцов) (85) — игумен Русской православной церкви, преподобноисповедник, местночтимый святой Украинской Православной Церкви.
- 24 сентября — Владимир Никишов (47) — участник Великой Отечественной войны, Герой Советского Союза.
- 25 сентября — Эрих Мария Ремарк (72) — один из наиболее известных и читаемых немецких писателей двадцатого века.
- 26 сентября — Жархан Айталиев (67) — советский геолог, кандидат геолого-минералогических наук.
- 28 сентября — Иван Васильев (60) — советский государственный и партийный деятель, председатель Исполнительного комитета Томского областного Совета (1952—1967).
- 28 сентября — Джон Дос Пассос (74) — американский писатель португальского происхождения.
- 28 сентября — Гамаль Насер (52) — второй президент Египта (1954—1970), полковник, деятель панарабского движения, Герой Советского Союза.
- 29 сентября — Евгений Крупнов (66) — советский археолог, доктор исторических наук.

## Октябрь
- 1 октября — Арон Ботвинник (72) — советский военачальник, генерал-майор.
- 1 октября — Андрей Иванов (69) — советский, украинский и российский оперный певец.
- 1 октября — Александр Нарушевич — участник Первой мировой и Гражданской войны, дважды награждён Орденом Красного Знамени.
- 2 октября — Александр Важинский (60) — Герой Советского Союза.
- 2 октября — Михаил Горбунов — советский военачальник, генерал-лейтенант артиллерии.
- 3 октября — Михаил Кормилицын (70) — советский хозяйственный и военный деятель, генерал-лейтенант технической службы.
- 4 октября — Дженис Джоплин (27) — американская певица, считающаяся одной из величайших вокалисток в истории рок-музыки; обстоятельства смерти до конца не выяснены.
- 5 октября — Владимир Владиславский (79) — народный артист СССР.
- 7 октября — Гульсум Абдрахманова (52) — казахская советская актриса, народная артистка Казахской ССР.
- 7 октября — Алексей Мюрисепп (68) — советский эстонский государственный деятель.
- 7 октября — Иван Немков (53) — участник Великой Отечественной войны, Герой Советского Союза.
- 7 октября — Александр Сухомлин (69) — советский военачальник, генерал-лейтенант.
- 8 октября — Ефим Арон (63) — советский кинорежиссёр и сценарист, заслуженный деятель искусств Казахской ССР.
- 8 октября — Жан Жионо (75) — французский писатель.
- 8 октября — Анатолий Лопырин (60) — Герой Социалистического Труда.
- 10 октября — Иван Леусенко (53) — полковник Советской Армии, участник Великой Отечественной войны, Герой Советского Союза.
- 11 октября — Эдуар Даладье (86) — французский политик, государственный деятель.
- 11 октября — Шаршен Назаралиев — Герой Социалистического Труда.
- 11 октября — Пётр Паршин (70) — советский государственный деятель.
- 12 октября — Салих Валеев (57) — участник Великой Отечественной войны, Герой Советского Союза.
- 12 октября — Терентий Пугачёв (73) — участник Великой Отечественной войны, Герой Советского Союза.
- 12 октября — Фёдор Рожанковский (78) — русский художник-график.
- 13 октября — Леонид Аронзон (31) — русский поэт.
- 14 октября — Берген Исаханов (47) — участник Великой Отечественной войны, Герой Советского Союза.
- 15 октября — Алексей Зинченко (56) — участник Великой Отечественной войны, Герой Советского Союза.
- 17 октября — Ян Сыровый (82) — командир чехословацких легионов в России и премьер-министр Чехословакии.
- 18 октября — Сергей Папов (66) — советский актёр театра и кино. Народный артист СССР.
- 20 октября — Александр Данилин (60) — Герой Советского Союза.
- 20 октября — Адам Зигмунд Сапега (78) — польский летчик, поручик резерва кавалерии Войска Польского.
- 21 октября — Александр Барабанов (50) — Герой Советского Союза.
- 27 октября — Юрий Кочелаевский (50) — Герой Советского Союза.
- 28 октября — Даниил Леженко (74) — украинский советский и партийный деятель.
- 28 октября — Станислав Яворский (75) — польский актёр театра, кино и радио.
- 30 октября — Василий Кибальный (45) — Полный кавалер Ордена Славы.
- 31 октября — Михаил Едрёнкин (46) — Полный кавалер Ордена Славы.
- 31 октября — Александр Оленин (61) — Герой Советского Союза.

## Ноябрь
- 2 ноября — Абрам Безикович (79) — российский математик.
- 2 ноября — Николай Олешев (67) — участник Великой Отечественной войны, Герой Советского Союза.
- 3 ноября — Алексей Берест (49) — советский офицер, участник Великой Отечественной войны, один из трёх людей, водрузивших, по официальной советской версии, Знамя Победы над рейхстагом, Герой Украины (2005, посмертно); погиб, спасая девочку из-под колёс поезда.
- 3 ноября — Иосиф Тронский — российский и советский филолог-классик, индоевропеист.
- 6 ноября — Юрий Миролюбов (78) — русский писатель-эмигрант, опубликовавший Велесову книгу.
- 7 ноября — Николай Дубковский (49) — участник Великой Отечественной войны, Герой Советского Союза.
- 8 ноября — Пётр Клименко (59) — старший лейтенант Советской Армии, участник Великой Отечественной войны, Герой Советского Союза.
- 8 ноября — Соломон Саймон (75) —американский публицист, литературовед, автор книг для детей. Писал на идише.
- 9 ноября — Шарль де Голль (79) — французский военный и общественный деятель, первый президент Пятой Республики (1959—1969).
- 10 ноября — Иван Фирцак-Кротон (71) — выдающийся украинский артист цирка, атлет, борец, боксер, боец вольного стиля.
- 11 ноября — Пётр Бакарев (63) — советский военный деятель, генерал-лейтенант технической службы. Герой Социалистического Труда.
- 11 ноября — Павел Першин (79) — советский экономист-аграрник; профессор.
- 12 ноября — Владимир Зотиков (83) — известный советский ученый-текстильщик.
- 13 ноября — Феликс Лемберский (57) — российский советский живописец и педагог.
- 17 ноября — Николай Лунин (63) — командир подводной лодки Щ-421, Герой Советского Союза.
- 17 ноября — Андрей Упит (92) — латышский советский писатель-романист, поэт, драматург, сатирик и критик.
- 18 ноября — Иосиф Халманов (64) — Герой Советского Союза.
- 19 ноября — Андрей Ерёменко (78) — Герой Советского Союза.
- 19 ноября — Фёдор Савельев (51) — Герой Советского Союза.
- 20 ноября — Владимир Бабляк (54) — украинский советский писатель, журналист. Член Союза писателей Украинской ССР.
- 23 ноября — Александр Аронов (49) — режиссёр цирка и театра, писатель.
- 23 ноября — Евгений Тикоцкий (76) — советский белорусский композитор. Народный артист СССР.
- 24 ноября — Иван Кузнецов (59) — советский философ, доктор философских наук, профессор.
- 25 ноября — Юкио Мисима (45) — выдающийся японский писатель и драматург; самоубийство (сэппуку).
- 26 ноября — Абрам Купчик (78) — американский шахматист.
- 28 ноября — Алла Горская (41) — украинская советская художница.

## Декабрь
- 1 декабря — Хакобо Фихман (71) — аргентинский поэт.
- 2 декабря — Жаппас Каламбаев (61) — казахский композитор, кобызист, заслуженный деятель искусств Казахской ССР.
- 2 декабря — Василий Немков — Полный кавалер Ордена Славы.
- 3 декабря — Георгий Биланишвили (53) — Герой Советского Союза.
- 4 декабря — Янис Грантс (61) — латышский и советский писатель, журналист, редактор.
- 5 декабря — Евгений Мороз (66) — Герой Советского Союза.
- 8 декабря — Абрам Алиханов (66) — выдающийся армянский советский физик.
- 9 декабря — Артём Микоян (65) — выдающийся советский авиаконструктор, генерал-полковник инженерно-технической службы.
- 9 декабря — Виктор Степанов (56) — советский боксёр.
- 11 декабря — Михаил Воинов (66) — Герой Советского Союза.
- 12 декабря — Натан Альтман (80) — советский живописец, художник-авангардист.
- 13 декабря — Алексей Герцензон (68) — советский учёный в области юриспруденции.
- 14 декабря — Уильям Джозеф Слим (79) — британский государственный деятель, генерал-губернатор Австралии (1953—1960).
- 16 декабря — Павел Макаров (73) — личный адъютант Командующего белой Добровольческой армией генерал-лейтенанта Май-Маевского.
- 19 декабря — Сергей Хрюкин (55) — Герой Советского Союза
- 21 декабря — Георгий Козлов (67) — советский военачальник, генерал-лейтенант.
- 23 декабря — Шакен Кенжетаевич Айманов (56) — казахский советский актёр и режиссёр,народный артист СССР; сбит машиной в Москве.
- 24 декабря — Наджафгулу Раджабали оглы Рафиев (55) — командир танкового взвода в годы Великой Отечественной войны, Герой Советского Союза.
- 24 декабря — Николай Шверник (82) — советский политический деятель, номинальный глава СССР в 1946—1953 годах.
- 25 декабря — Наум Трахтенберг (61) — российский кинорежиссёр и продюсер.
- 25 декабря — Лев Шульц (73) — русский и французский художник, ювелир, изобретатель, философ и публицист.
- 27 декабря — Айви Брукс (87) — австралийский филантроп, адвокат и политик.
- 28 декабря — Михаил Родных (64) — Герой Советского Союза.
- 28 декабря - Вальтер Кубиена (82) -немецкий почвовед.
- 31 декабря — Владимир Буток (45) — Полный кавалер ордена Славы.

## Дата неизвестна или требует уточнения
- Георгий Амосов (86 или 87) — российский гобоист и педагог.